# Zbigniew Wodecki
Zbigniew Stanisław Wodecki (ur. 6 maja 1950 w Krakowie, zm. 22 maja 2017 w Warszawie) – polski piosenkarz, multiinstrumentalista, kompozytor, aranżer, prezenter telewizyjny i aktor.
Karierę muzyczną zaczynał w latach 60., grając na skrzypcach w zespołach Czarne Perły i Anawa. W latach 1968–1973 akompaniował Ewie Demarczyk podczas tras koncertowych po świecie. W latach 70. zadebiutował jako piosenkarz. Od czasu debiutu wydał solowe albumy studyjne: Zbigniew Wodecki (1976), Dusze kobiet (1987), Zbigniew Wodecki ’95 (1995), Obok siebie (2002) i Platynowa (2010), a także album pt. 1976: A Space Odyssey (2015) z zespołem Mitch & Mitch oraz dwa krążki świąteczne – Gwiazdo świeć, kolędo leć (2014) i ...kolędują (2018), oba nagrane z Olgą Bończyk, Alicją Majewską i Włodzimierzem Korczem. Wylansował szereg przebojów, w tym „Chałupy Welcome to”, „Lubię wracać tam, gdzie byłem”, „Z tobą chcę oglądać świat” (duet ze Zdzisławą Sośnicką), „Zacznij od Bacha”, „Izolda”, „Opowiadaj mi tak”. Popularność przyniosły mu też wykonania tytułowych piosenek z animacji Pszczółka Maja i Rudolf czerwononosy renifer.
Kilkukrotny zdobywca nagród na Krajowym Festiwalu Piosenki Polskiej w Opolu. Dwukrotny laureat Nagrody Artystycznej Polskiej Estrady „Prometeusz”, dwukrotny laureat Fryderyka oraz Złotego Fryderyka. Zdobywca nagrody dziennikarzy na 2. Międzynarodowym Festiwalu Interwizji. Odznaczony Odznaką „Zasłużony Działacz Kultury”, Srebrnego Medalu „Zasłużony Kulturze Gloria Artis”, Odznaki „Honoris Gratia” i pośmiertnie Krzyża Oficerskiego Orderu Odrodzenia Polski. Honorowy obywatel gminy Godów.
Pomiędzy projektami muzycznymi prowadził rozrywkowe programy telewizyjne i festiwale muzyczne, był jurorem dwunastu edycji programu Taniec z gwiazdami, pojawił się gościnnie w kilku serialach telewizyjnych oraz wziął udział w trzech dużych kampaniach reklamowych.

## Życiorys

### Wczesne lata
Urodził się w Szpitalu Miejskim im. Gabriela Narutowicza w Krakowie. Był synem Józefa Wodeckiego (1911–1980) i Ireny z d. Bylica (1921–1974), trębacza orkiestry symfonicznej Polskiego Radia i Telewizji w Krakowie, później PR w Krakowie oraz sopranistki. Miał starszą o dziesięć lat siostrę, Elżbietę, wiolonczelistkę i solistkę operetki krakowskiej. Jego rodzina pochodziła z Łazisk w gminie Godów.
Będąc dzieckiem, pod wpływem ojca zaczął ćwiczyć grę na skrzypcach, a jako nastolatek zaczął uczyć się gry na trąbce. Po tym, jak został wyrzucony z liceum muzycznego po pierwszym roku nauki, trafił do klasy skrzypiec Juliusza Webera w Państwowej Szkole Muzycznej II st. im. W. Żeleńskiego przy ulicy Basztowej w Krakowie, którą ukończył z wyróżnieniem. Podczas egzaminu dyplomowego zagrał „Koncert skrzypcowy A-dur” Mieczysława Karłowicza. Umiejętności muzyczne doskonalił również pod okiem Tadeusza Jędrzejowskiego i Stanisława Gąsienicy-Brzegi.

### Kariera zawodowa

#### Początki i współpraca z Ewą Demarczyk
Karierę muzyczną zaczynał w wieku 16 lat, w założonym przez siebie big beatowym zespole Czarne Perły. Mając 17 lat, związał się z kabaretem Piwnica pod Baranami. Ponadto grał w zespole Anawa, z którym nagrał album pt. Marek Grechuta & Anawa (1970) oraz brał udział w Festiwalach Artystycznych Młodzieży Akademickiej w Świnoujściu. Występował też w Krakowskiej Orkiestrze Kameralnej, dyrygowanej przez Kazimierza Korda.
W 1968, po występie z Markiem Grechutą i Anawą na 6. Krajowym Festiwalu Piosenki Polskiej w Opolu, przyjął propozycję akompaniowania Ewie Demarczyk podczas jej koncertów, zajmując miejsce Zbigniewa Palety. Przez kolejne pięć lat występował u boku artystki podczas jej koncertów w Europie (m.in. w Niemczech, Austrii, Francji, Szwajcarii i Belgii), Australii i Brazylii oraz na Kubie, a także nagrał chórki w jej „Balladzie o cudownych narodzinach Bolesława Krzywoustego”. W międzyczasie, po obronie dyplomu w szkole muzycznej zaczął etatową pracę w Orkiestrze Symfonicznej Polskiego Radia i Telewizji, z którą współpracował przez siedem lat.

#### Lata 70.
W 1971 wyjechał do Świnoujścia, gdzie dorabiał, grając koncerty z Anawą w restauracji „Parkowa”, podczas których również śpiewał. W czasie jednego z występów, śpiewając piosenkę Deana Martina „Everybody Loves Somebody”, zwrócił uwagę Andrzeja Wasylewskiego, reżysera i operatora filmowego, który zaproponował mu udział w telewizyjnym koncercie Wieczór bez gwiazdy, do którego wcześniej nagrywał muzykę. Po emisji programu otrzymał od Andrzeja Stankiewicza, ówczesnego szefa redakcji muzyki rozrywkowej w Programie I Polskiego Radia, propozycję nagrania swojego pierwszego, solowego utworu „Znajdziesz mnie znowu”, który następnie trafił na antenę Polskiego Radia. W 1972 wystąpił na 10. Krajowym Festiwalu Piosenki Polskiej w Opolu, na którym za wykonanie utworu „Tak, to ty” zdobył nagrodę za debiut.
W 1973 zakończył współpracę z Ewą Demarczyk oraz, nakładem wytwórni Polskie Nagrania Muza, wydał debiutancki minialbum pt. Tak to ty. W 1974 wystąpił z Krystyną Prońko na Schlagerfestiwal w Rostocku, gdzie za utwór „Strach na wróble” otrzymał cztery nagrody.
W 1976 zakończył pracę w Krakowskiej Orkiestrze Kameralnej i, za namową Wojciecha Trzcińskiego, nagrał i wydał pierwszy album długogrający, zatytułowany po prostu Zbigniew Wodecki, jednak cieszył się on umiarkowanym zainteresowaniem na rynku, a sam Wodecki nigdy nie śpiewał umieszczonych na nich utworów na żywo. W 1978 wystąpił z utworem „Izolda” w konkursie wytwórni fonograficznych w ramach 2. Międzynarodowego Festiwalu Interwizji, na którym otrzymał nagrodę dziennikarzy. Po udziale w konkursie przyjął propozycję stypendium od Macieja Szczepańskiego, ówczesnego szefa Komitetu ds. Radia i Telewizji, i trafił do Orkiestry Polskiego Radia i Telewizji w Poznaniu, prowadzonej przez Zbigniewa Górnego, z którą współpracował przez kilka lat. W trakcie współpracy z orkiestrą zarejestrował m.in. piosenki „Dialogi”, „Przeszło mi”, „Mają ludzie swoje niepokoje”, „Zaklęcia i uroki” oraz „Szczęście lubi tłok”. W tym czasie zaczął też występować w kabaretowych programach Zenona Laskowika. W 1979 nagrał tytułową piosenkę do polskiej wersji językowej serialu animowanego Pszczółka Maja oraz wystąpił w koncercie „Premier” podczas 17. KFPP w Opolu z utworami „Przeszło mi”, „Kaprys losu” (w duecie z Danutą Rinn) i „Wspomnienie tamtych dni” (w duecie z Krystyną Prońko), za który zdobył nagrodę główną.

#### Lata 80. i 90.
W okresie stanu wojennego kontynuował współpracę z kabaretem Zenona Laskowika i orkiestrą Zbigniewa Górnego, a także wyjechał do RFN na koncerty z fortepianowym duetem Marek i Wacek. W trakcie pobytu w kraju otrzymał propozycję kontynuowania kariery tamże oraz nagrania płyty w języku niemieckim, jednak odmówił. W 1983 wystąpił z utworem „Wierzymy w sny”, w duecie z Zofią Kamińską, w koncercie „Dwadzieścia lat minęło” podczas 20. KFPP w Opolu. Złożył też wypowiedzenie pracy z Orkiestrą Polskiego Radia i Telewizji, sprzeciwiając się sytuacji politycznej w kraju. W 1984 wystąpił na festiwalu w Słonecznym Brzegu.
W 1985 wylansował przebój „Chałupy Welcome to”. Po sukcesie piosenki otrzymał propozycję nagrania utworu „Baw się lalkami”, ale ją odrzucił, jednocześnie polecając twórcom do nagrania swojego przyjaciela Andrzeja Zauchę. Po nagraniu piosenki wyleciał w kilkumiesięczną trasę koncertową do Stanów Zjednoczonych. W 1987 wydał, pierwszy od dziewięciu lat, album studyjny pt. Dusze kobiet, a także występował m.in. w Rumunii, Bułgarii i Izraelu oraz na Kubie. Pod koniec dekady koncertował m.in. z Haliną Frąckowiek i Andrzejem Zauchą.
W 1991 za utwór „Sobą być” odebrał pierwszą nagrodę w koncercie „Premier” na 28. KFPP w Opolu, gdzie odebrał też nagrodę od prezydenta Opola, statuetkę „Kryształowego Kamertona” i Nagrodę Specjalną Polskich Nagrań. W latach 90. nawiązał współpracę z Krzysztofem Kolbergerem, dla którego stworzył muzykę do spektakli Miłość i gniew z 1992 oraz Królewna Śnieżka i krasnoludki z 1994, w którym dodatkowo zagrał rolę króla, jak też Władysława Mąckiego w Żołnierzu Królowej Madagaskaru z 1993. Występował z Krzysztofem Piaseckim z programem Pszczoła w piachu.
W 1995 wydał trzeci album studyjny pt. Zbigniew Wodecki ’95.

#### Lata 2000–2010
W 2001 nawiązał współpracę ze stacją TVN, dla której prowadził programy Droga do Gwiazd i Twoja Droga do Gwiazd. 4 marca 2002 wydał album studyjny pt. Obok siebie. 31 sierpnia 2002 zagrał w koncercie finałowym Lata z radiem, który odbył się na terenie Skweru Kościuszki w Gdyni. W listopadzie zagrał w koncercie promującym książkę Magdaleny Jethon pt. „Pani Magdo, pani pierwszej to powiem...”, w której została umieszczona anegdota opowiedziana m.in. przez Wodeckiego. W 2003 nagrał jeden z dżingli emitowanych na antenie Trójki. W 2004 był nominowany do zdobycia Wiktora w kategorii „najpopularniejszy piosenkarz lub artysta estrady”.
W styczniu 2005 wziął udział w nagraniach charytatywnego singla „Pokonamy fale”, który powstał z myślą o ofiarach trzęsienia ziemi na Oceanie Indyjskim, a także wystąpił podczas koncertu charytatywnego Pokonamy fale, podczas którego zebrano pieniądze na rzecz programu Adopcja na odległość wspierającego ofiary tragedii. Wiosną został jednym z jurorów w programie rozrywkowym TVN Taniec z gwiazdami, w którym występował przez kolejne jedenaście edycji. W lipcu premierę miał spot reklamowy sieci telefonii komórkowej Heyah, na którego potrzeby nagrał utwór o Czerwonym Kapturku. W noc sylwestrową 2005/2006 TVP1 wyemitowała koncert Sylwestrowa rewia, w którym wystąpił m.in. Wodecki.

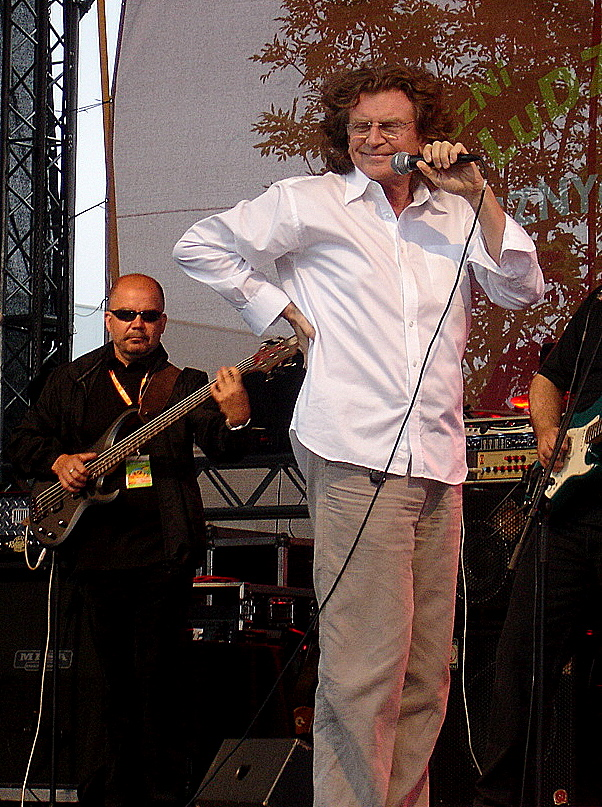
Zbigniew Wodecki podczas koncertu w Sanoku, 2007

W lutym 2006 wystąpił w duecie z Grażyną Wolszczak podczas gali rozdania nagród „Viva! Najpiękniejsi 2005”, a w czerwcu zaśpiewał w koncercie „Świat w obłokach w hołdzie dla Marka Grechuty” podczas 43. KFPP w Opolu. W kwietniu 2007 z Magdą Mołek poprowadził koncert „Zakochajmy się jeszcze raz” produkowany przez TVN, a w czerwcu zaśpiewał utwór „Uciekaj moje serce” w koncercie poświęconym Sewerynowi Krajewskiemu pt. „Niebo z moich stron” podczas 44. KFPP w Opolu, ponadto był jurorem w festiwalowym konkursie „Premier”. Latem 2007 ponownie wyruszył z innymi wykonawcami w trasę Lata z radiem.
W lutym 2008 wystąpił gościnnie podczas koncertu zespołu Mitch & Mitch w Muzycznym Studiu Polskiego Radia, wykonując z grupą piosenki „Posłuchaj mnie spokojnie” i „Panny mego dziadka” ze swojego debiutanckiego albumu. Również w 2008 wystąpił na gali rozdania nagród „Viva! Najpiękniejsi 2007”, nagrał utwór „Miłości jak snu” i skomponował oratorium „Amabilis. Królewskie sny Niepołomic” z okazji 650-lecia Niepołomic. Latem 2009 ponownie wyruszył w trasę Lata z radiem oraz współprowadził z Magdą Mołek koncert poświęcony Czesławowi Niemenowi podczas festiwalu sopockiego. W listopadzie 2009 zadebiutował główną rolą w spektaklu Stanisława Ignacego Witkiewicza Sonacie Belzebuba, wystawianym w Krakowskim Teatrze Scena STU w reżyserii Krzysztofa Jasińskiego.

#### Lata 2010–2017
W marcu 2010 premierę miała sztuka Zbigniewa Książka i Jana Nowickiego Powrót Wielkiego Szu, do której współtworzył muzykę. Również w 2010 użyczył głosu Edwardowi Czerwie w polskiej wersji językowej animacji Disco robaczki oraz został ambasadorem kampanii społecznej „Kocham swoje serce. Dla zdrowia!” zainicjowanej przez Ministerstwo Zdrowia.

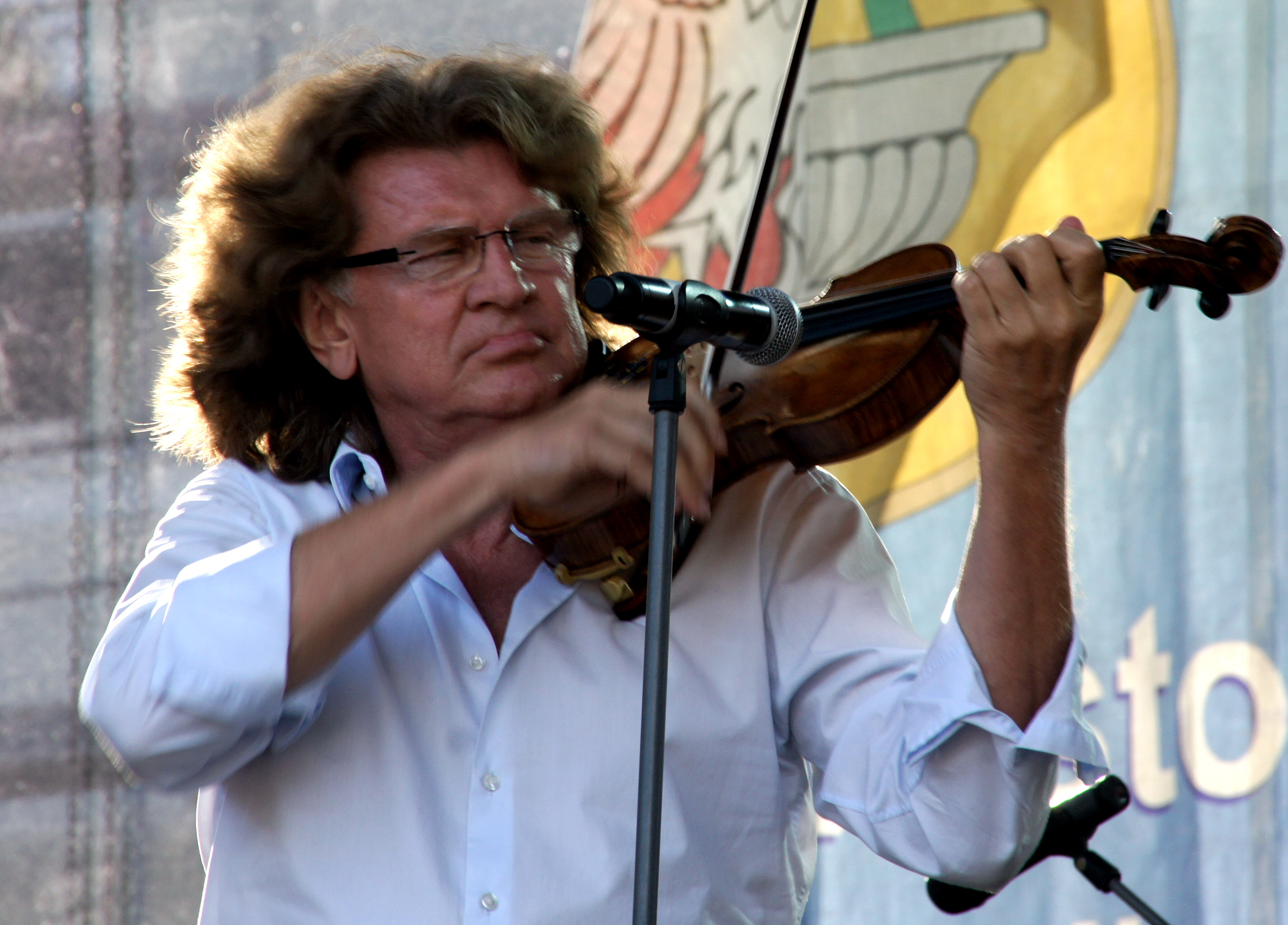
Zbigniew Wodecki podczas koncertu w Otwocku, 2011

Latem 2011 wystąpił w koncercie z okazji 40-lecia Lata z radiem pt. „Co Ty na to? Z radiem Lato” podczas 48. KFPP w Opolu, a także po raz kolejny uczestniczył w trasie Lata z radiem. Ponadto, po sześciu latach i dwunastu zrealizowanych edycjach, zakończył współpracę przy programie Taniec z gwiazdami oraz zaczął prowadzić audycję „Zacznij od Bacha...” na antenie Radia Dla Ciebie. We wrześniu, nakładem wydawnictwa Prószyński Media, ukazała się książka pt. „Zbigniew Wodecki. Pszczoła, Bach i skrzypce”, będąca wywiadem-rzeką przeprowadzonym z Wodeckim przez Wacława Krupińskiego. Pod koniec roku wystąpił w koncercie „Cała Polska śpiewa kolędy z Radiem Plus i Telewizyjną Jedynką” na Długim Targu w Gdańsku oraz zagrał w świątecznym wydaniu teleturnieju TVP1 Jaka to melodia?.
W 2012 ponownie nawiązał współpracę z Krzysztofem Jasińskim, współtworząc muzykę do spektaklu z serii Wędrowanie według Stanisława Wyspiańskiego – Wyzwolenie (premiera w 2012), Wesele (2013) i Akropolis (2014). Również w 2012 został felietonistą czasopisma „Nowa Siatkówka”. W 2013 wystąpił z zespołem Mitch & Mitch na katowickim Off Festival, gdzie zagrali materiał z albumu pt. Zbigniew Wodecki w odświeżonej aranżacji. Ponadto wystąpił w koncercie „Opole! Kocham Cię! – Gala Jubileuszowa” podczas 50. KFPP w Opolu, podczas benefisu Ireny Santor pt. „Tych lat nie odda nikt” w Inowrocławiu oraz w noworocznym koncercie „Disco Sylwester z Dwójką” we Wrocławiu. W 2014 wspólnie z Marcinem Bąkiem z Wu-Hae nagrał protest song „Pozwól mi oddychać”, zwracający uwagę na problem ze smogiem w Krakowie, a także uczestniczył w Sopockiej Nocy Kabaretowej podczas festiwalu TOPtrendy 2014, zagrał w teledysku do piosenki Ireny Santor „Chodź na kawę Warszawo” i promował dokument TVP1 Operacja Życie opowiadający o transplantacji. Pod koniec listopada 2014 ukazał się album heavymetalowego zespołu Exlibris pt. Aftereal, na której znalazł się m.in. utwór „The Day of Burning” ze skrzypcową partią zagraną przez Wodeckiego.
W 2014 ponownie nawiązał współpracę z zespołem Mitch & Mitch. 30 kwietnia zagrali dwa wspólne koncerty w Studiu Koncertowym Polskiego Radia im. Witolda Lutosławskiego w Warszawie. Jeden z nich został zarejestrowany, po czym wydany 15 maja 2015 w formie albumu koncertowego pt. 1976: A Space Odyssey. Za płytę odebrał dwa Fryderyki za wygraną w kategoriach „album roku” i utwór roku (za singiel „Rzuć to wszystko co złe”) oraz Różę Gali w kategorii „muzyka”. Materiał z płyty zaprezentował z zespołem m.in. podczas trasy Męskiego Grania i na Open’er Festival 2016. Jeszcze w 2014 wystąpił na gali wręczenia „Gwarancji Kultury”, nagród przyznawanych przez redakcję TVP Kultura i zaśpiewał w koncercie „Muzyczna biografia – 90 lat Polskiego Radia” podczas 51. KFPP w Opolu. W kwietniu 2015 premierę miał album pt. Albo Inaczej, na którym znalazła się m.in. piosenka hip-hopowego zespołu Slums Attack „Jest jedna rzecz” w jazzowej interpretacji Wodeckiego.

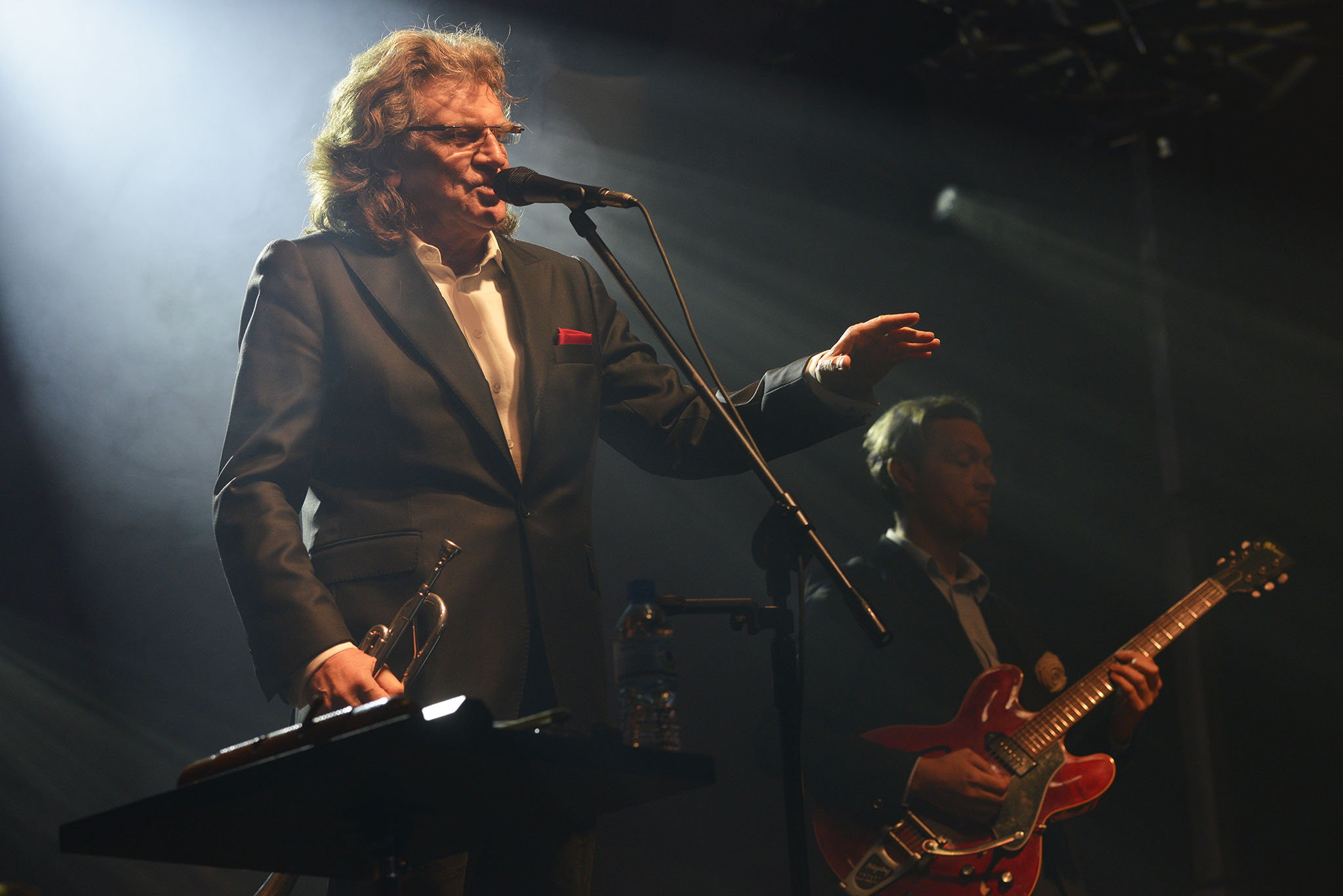
Zbigniew Wodecki podczas koncertu w Bielsku-Białej, 2016

Na przełomie lutego i marca 2016 odbył trasę koncertową z Mitch & Mitch. W maju zagrał jubileuszowy koncert z okazji 40-lecia działalności artystycznej podczas Polsat SuperHit Festiwal 2016 w Sopocie, a w trakcie wydarzenia zaśpiewał swoje największe przeboje oraz odebrał Bursztynowego Słowika, kryształowe „Serce do muzyki” oraz Platynową Telekamerę. W lipcu zaśpiewał hymn „Amazing Grace” podczas koncertu „Wiara, Nadzieja, Miłość” organizowanym na warszawskim placu Józefa Piłsudskiego w ramach Światowych Dni Młodzieży. Jeszcze w 2016 pojawił się gościnnie w serialu Polsatu Świat według Kiepskich i był gwiazdą muzyczną jednego z wydań programu Polsatu Kabaret na żywo. W listopadzie premierę miał album Rafała Brzozowskiego pt. Moje serce to jest muzyk, czyli polskie standardy, na którą nagrał nową wersję przeboju „Zacznij od Bacha” w duecie z piosenkarzem. Rok 2016 zakończył występami podczas „Wielkiego Kolędowania z Polsatem” oraz podczas „Sylwestrowej Mocy Przebojów”, noworocznego koncertu organizowanego przez telewizję Polsat w Katowicach.

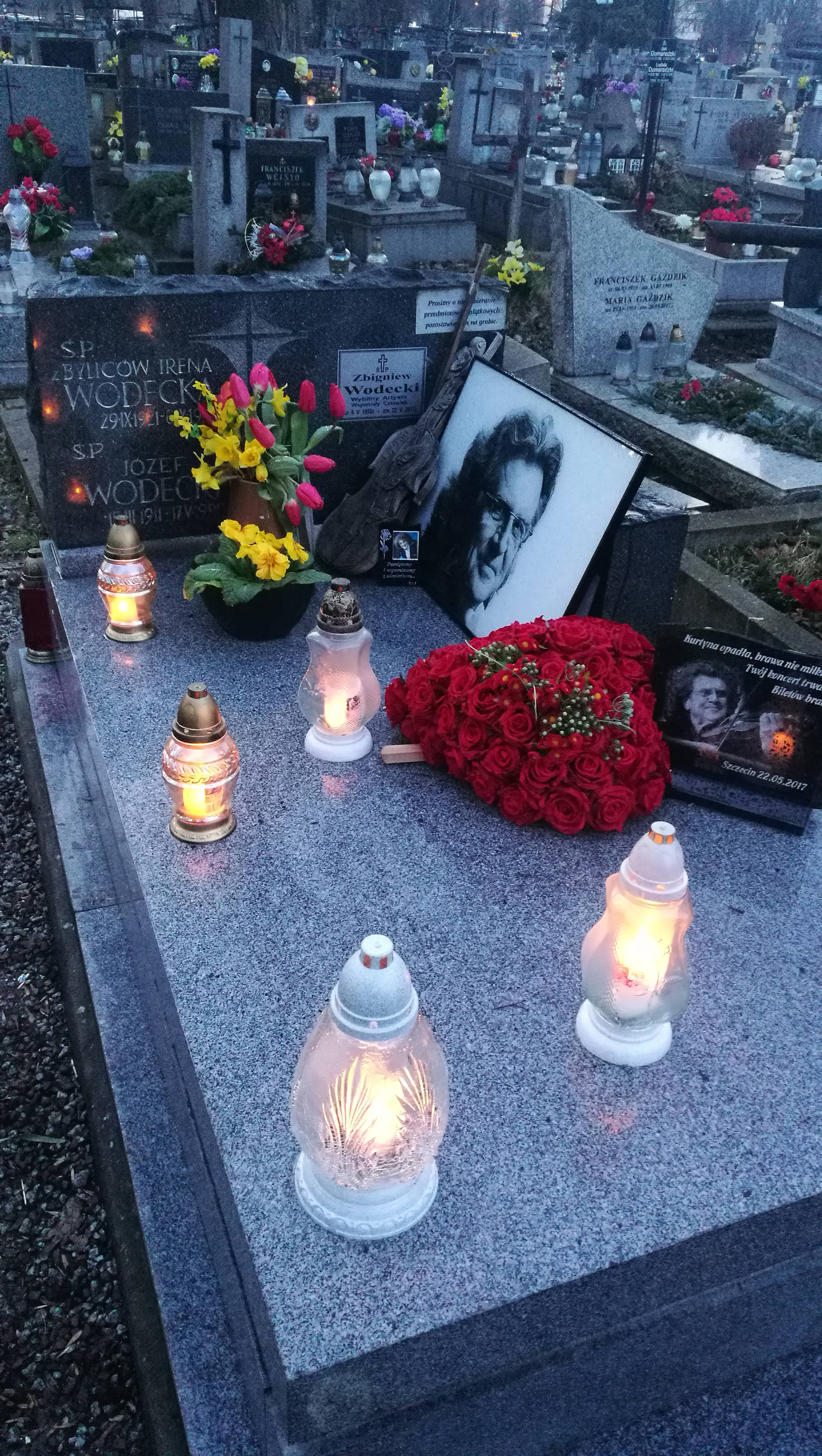
Grób Zbigniewa Wodeckiego (marzec 2019)

W styczniu 2017 wyleciał do USA w celach wypoczynkowych. Po powrocie do Polski wystąpił gościnnie podczas koncertu Rafała Brzozowskiego w Teatrze Polskim w Warszawie. W marcu zaśpiewał utwór „Rzuć to wszystko, co złe” podczas konferencji ramówkowej telewizji Polsat. 25 kwietnia 2017 po raz ostatni wystąpił publicznie podczas VIII Charytatywnego Koncertu Nadziei w Sali Głównej Narodowego Forum Muzyki we Wrocławiu.
Pod koniec 2016 zapowiedział prace nad nowym albumem, który określał jako „wokalno-instrumentalny” oraz zawierający utwory utrzymane w klimacie łączącym muzykę popową, jazzową i rockową. Album pt. Dobrze, że jesteś ukazał się w maju 2018, kilka dni po pierwszej rocznicy śmierci Wodeckiego. Ponadto planował nagranie standardów jazzowych z Rafałem Stępniem, jednak materiał nigdy nie ujrzał światła dziennego.

### Śmierć i pogrzeb
5 maja 2017 poddał się zabiegowi wszczepienia pomostowania aortalno-wieńcowego w prywatnym warszawskim szpitalu. 3 dni później przeszedł udar mózgu. Od tamtej pory przebywał w śpiączce, w tym czasie zachorował także na zapalenie płuc. Został przetransportowany do Wojskowego Instytutu Medycznego przy ul. Szaserów w Warszawie, gdzie zmarł 22 maja 2017.
30 maja 2017, w dzień pogrzebu, dla uhonorowania Wodeckiego, z Wieży Mariackiej rozbrzmiały dźwięki utworu Louisa Armstronga, „What a Wonderful World”. Mszy świętej w bazylice Wniebowzięcia Najświętszej Maryi Panny, przewodniczył ks. prof. biskup Tadeusz Pieronek w koncelebrze razem z archiprezbiterem bazyliki ks. infułatem Dariuszem Rasiem, emerytowanym archiprezbiterem bazyliki, ks. infułatem Bronisławem Fidelusem, ks. prof. prałatem Robertem Tyrałą, który wygłosił homilię, oraz z innymi 16 duchownymi Kościoła katolickiego. Po mszy został pochowany w rodzinnym grobowcu na cmentarzu Rakowickim w Krakowie (kwatera LXXV-32-3 na pasie).

## Charakterystyka muzyczna i inspiracje
Na początku kariery muzykował w formacji big beatowej Czarne Perły, następnie grał w zespole Anawa, nagrywającym poezję śpiewaną. W latach 70. zaczął śpiewać i nagrywać solowe piosenki, w repertuarze miał m.in. utwory „nostalgiczne i poważne” (m.in. „Zacznij od Bacha”, „Izolda”, „Lubię wracać tam, gdzie byłem”, „Opowiadaj mi tak”) i piosenki inspirowane muzyką brazylijską (piosenki z albumu pt. Zbigniew Wodecki z 1976). Od lat 80. wykonywał m.in. repertuar estradowy. Śpiewał barytonem.
Jego największymi przebojami były: ballada „Zacznij od Bacha”, taneczny przebój „Chałupy Welcome to” i bajkowa piosenka „Pszczółka Maja”. Jako utwory, które najbardziej lubił wykonywać na koncertach, wskazywał „Z Tobą chcę oglądać świat” i „Lubię wracać tam, gdzie byłem”.
Wśród swych idoli i inspiracji muzycznych wymieniał Burta Bacharacha, Quincy’ego Jonesa i Nata Kinga Cole’a. W młodości słuchał również twórczości Freddiego Hubbarda, Duke’a Ellingtona, Charliego Parkera, Wilsona Picketta, Jamesa Browna i Otisa Reddinga.

## Wizerunek
Elementem wizerunku Wodeckiego była bujna fryzura, którą sam traktował jako „swój znak rozpoznawczy”. Od 16. roku życia nosił okulary korekcyjne. Na początku kariery podczas występów nosił przyciemniane okulary, które kupił we Włoszech. W sierpniu 2016 w wywiadzie dla „Vivy!” swój dawny wizerunek opisał słowami: Myślałem, że jestem atrakcyjnym młodzieńcem, z pięknymi włosami, w ciemnych okularach, które były wtedy szczytem mody. A po latach okazało się, że to jakaś menda z plerezą. (...) To, jak się lansowałem w koncercie życzeń, było bardzo siermiężne. Nudziłem.
Radek Tabor na łamach serwisu sciszto.pl opisał wizerunek Wodeckiego na przestrzeni kolejnych dekad, pisząc: (...) Lata 70., w których Wodecki był panem od muzyki, niby-artystowskim chanson de festiwal, plasującym się gdzieś poniżej Grechuty, a ponad Połomskim. Następnie lata 80., kiedy witał w Chałupach weselnym, (...) by później zaliczyć klasyczne w latach 90. wyparcie w niebyt tuzów rozrywki PRL-u i wreszcie mieć swój coming back w erze hegemonii telewizyjnej komercji, jako najstarszy celebrity Polski.
W 2008 był jedną ze „100 najcenniejszych gwiazd polskiego show-biznesu” według danych magazynu „Forbes”, a jego wizerunek został wyceniony przez reklamodawców na 348 tys. zł (51. miejsce). W 2000 wystąpił w reklamie MK Café. W 2014 wystąpił w spocie reklamowym sieci telefonii komórkowej T-Mobile, a w 2016 w spocie reklamowym kampanii „Kultura na Widoku”. W lutym 2017 pojawiał się w telewizyjnych reklamach lodów Koral, jednak emisję spotów zakończono po śmierci Wodeckiego.

## Wpływ na popkulturę
W postać Wodeckiego wcielili się Michał Grobelny, Krzysztof Kwiatkowski, Mateusz Ziółko, Jeremi Sikorski i Lesław Żurek w programie Twoja twarz brzmi znajomo.
W 2016 był bohaterem wystawy fotografii Zbigniewa Kazimierowicza, prezentowanej w Strzelińskim Ośrodku Kultury.

### Upamiętnienie
W 2012 został honorowym obywatelem gminy Godów.
W maju 2017 został pośmiertnie uhonorowany Krzyżem Oficerskim Orderu Odrodzenia Polski za „wybitne zasługi dla rozwoju polskiej kultury, za osiągnięcia w pracy artystycznej i twórczej”. W 2018 został pośmiertnie uhonorowany Złotym Fryderykiem w kategorii „muzyka rozrywkowa”.
W sierpniu 2017 powołana została Fundacja im. Zbigniewa Wodeckiego, której głównymi celami są opieka nad dorobkiem artysty oraz działalność edukacyjna i wspieranie talentów. Od 2018 fundacja organizuje w Krakowie coroczny Wodecki Twist Festiwal, upamiętniający twórczość artysty.
24 kwietnia 2018 został patronem Szkoły Podstawowej w Piorunce.
W maju 2018 półfinaliści ósmej edycji programu rozrywkowego Polsatu Dancing with the Stars. Taniec z gwiazdami zatańczyli do przebojów Wodeckiego.
12 czerwca 2018 na antenie TVN wyemitowano koncert „Gwiazdy dla Zbyszka. Tribute to Zbigniew Wodecki” w Krakowie. Przeboje artysty wykonali Kayah, Zdzisława Sośnicka, Kuba Badach, Edyta Górniak, Grzegorz Turnau, Halina Frąckowiak, Leszek Możdżer, Sławek Uniatowski, Alicja Majewska, Włodzimierz Korcz, Hanna Banaszak, Ania Rusowicz, Daria Zawiałow, Gaba Kulka, Igor Herbut, Jacek Wójcicki, Ewa Uryga, Beata Rybotycka, Adam Bałdych i Mariusz Patyra. Koncert obejrzało średnio 2,3 mln widzów.

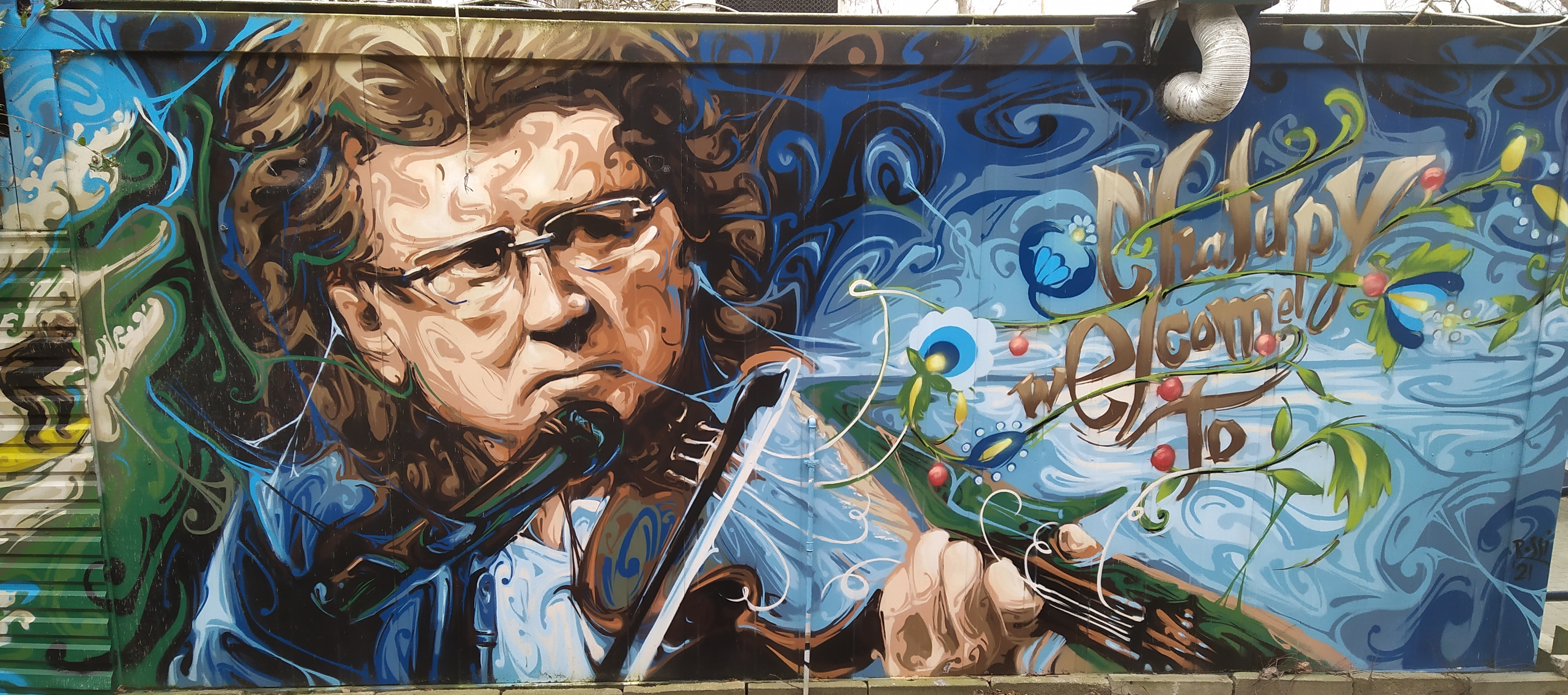
Mural z wizerunkiem Zbigniewa Wodeckiego w Chałupach

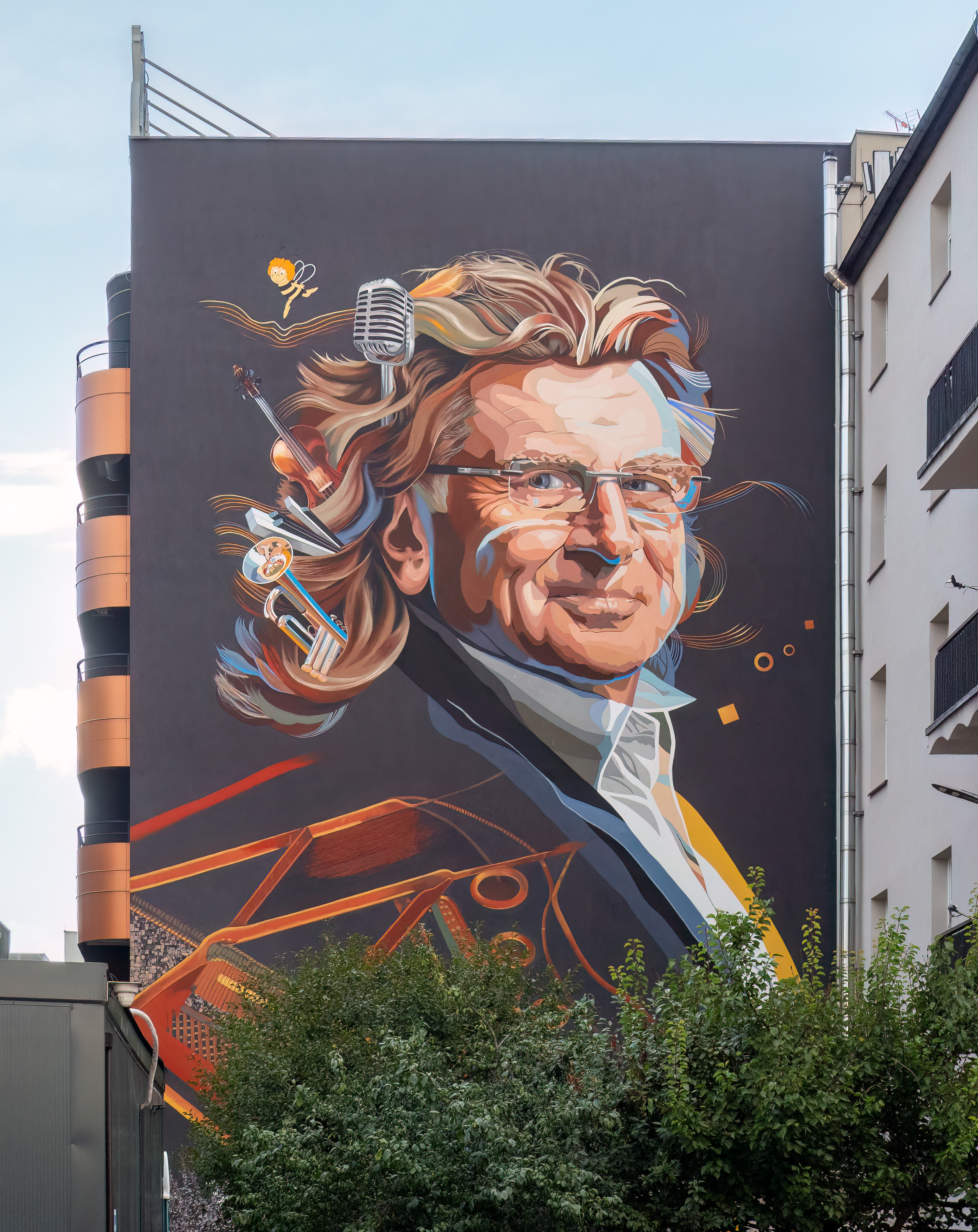
Mural w śródmieściu Katowic

W 2018 w parku w Łaziskach postawiono drewnianą figurę Wodeckiego, a na ścianie budynku przy ul. Do Studzienki (róg Fiszera) we Wrzeszczu pojawił się mural z wizerunkiem artysty. W tym samym roku wykonano mural znajdujący się w Poznaniu przy ul. Szyperskiej. Kilka lat wcześniej mural poświęcony artyście pojawił się na budynku przy peronie kolejowym w Chałupach. W tym samym miejscu, w maju 2021, odsłonięto kolejne malowidło. W 2020 dla uczczenia 100-lecia Zaślubin Polski z Morzem, na falochronie we Władysławowie wykonano mural składający się z siedemdziesięciu powiązanych ze sobą obrazów. Jeden z nich przedstawia Zbigniewa Wodeckiego.
W maju 2018 w Chałupach przy ul. Kaperskiej postawiono multimedialną ławkę upamiętniającą Wodeckiego. Podobna ławka stanęła 26 czerwca 2021 w Krakowie przy ul. Powiśle 11.
1 listopada 2018 na antenie TVP1 wyemitowała koncert „Pejzaż bez Ciebie – Zbigniew Wodecki”. Przeboje Wodeckiego zaśpiewali: Olga Bończyk, Katarzyna Cerekwicka, Małgorzata Kożuchowska, Grażyna Łobaszewska, Andrzej Krzywy, Krzysztof Respondek, Sławek Uniatowski i Mateusz Ziółko.
22 marca 2019 premierę miał album Alicji Majewskiej pt. Żyć się chce. Znalazł się na niej utwór „Żal niebieski” poświęcony pamięci Zbigniewa Wodeckiego. Muzykę skomponował Włodzimierz Korcz, autorką tekstu jest Monika Partyk.
30 maja 2019 odbyła się oficjalna uroczystość nadania Samorządowemu Przedszkolu nr 41 w Krakowie imienia Zbigniewa Wodeckiego. Wydarzeniu towarzyszyło odsłonięcie tablicy upamiętniającej artystę.
Od 12 kwietnia 2020 imię Zbigniewa Wodeckiego nosi Niepubliczna Szkoła Podstawowa w Węgrowie.
6 maja 2021 w Krakowie odbyła się uroczystość nadania imienia Zbigniewa Wodeckiego skwerowi na Plantach znajdującemu się przy altanie na wysokości ul. św. Marka i Westerplatte.
3 września 2021 został pośmiertnie upamiętniony w znajdującej się na opolskim Rynku Alei Gwiazd Polskiej Piosenki. Gwiazdę artysty odsłoniła jego córka, Katarzyna Wodecka-Stubbs.
25 września 2021 w sali koncertowej Filharmonii Śląskiej odbył się koncert poświęcony Zbigniewowi Wodeckiemu, podczas którego soliści i chór Zespołu Śpiewaków Miasta Katowice „Camerata Silesia” pod kierunkiem Anny Szostak wykonali jego najpopularniejsze piosenki.
6 maja 2022 Poczta Polska wprowadziła do obiegu drugi znaczek pocztowy emisji „Gwiazdy polskiej muzyki”, na którym została przedstawiona postać Zbigniewa Wodeckiego ze skrzypcami. Uroczysta prezentacja znaczku odbyła się natomiast 10 czerwca 2022.
11 czerwca 2022 Polsat wyemitował koncert „Uroczysty Wodecki”, podczas którego Alicja Majewska, Ralph Kaminski, Krzysztof Zalewski, Joanna Kulig, Maciej Maleńczuk, Ania Rusowicz, Natalia Szroeder i Maciej Musiałowski wykonali jego największe przeboje w nowych aranżacjach orkiestry Tomka Szymusia.
Na 59. KFPP w Opolu w 2022 Krystyna Giżowska, Andrzej Rybiński, Danuta Błażejczyk i Krzysztof Prusik (zwycięzca trzeciej edycji The Voice Senior) uczcili pamięć Wodeckiego, wykonując jego piosenkę „Tak bardzo wierzę w nas” podczas koncertu „Od Opola do Opola: Największe Gwiazdy! Legendarne Przeboje!”, a Natasza Urbańska wykonała utwory „Lubię wracać tam gdzie byłem” i „Pszczółka Maja” podczas koncertu „Tych lat nie odda nikt - 70 lat Telewizji”.
W 2023 w Opolu powstał mural upamiętniający postać artysty. Autorem przestrzennej pracy jest Marcin Czaja. Malunek pokazuje Zbigniewa Wodeckiego w trzech pozach: wokalisty, skrzypka i trębacza.
W październiku 2023 w Katowicach przy ulicy Tylnej Mariackiej w obecności rodziny artysty odsłonięto wizerunek Z. Wodeckiego autorstwa Marty Piróg i Marka Greli.
26 grudnia 2023 na antenie TVP1 miał premierę film dokumentalny Lubię wracać tam, gdzie byłem autorstwa Macieja Dancewicza poświęcony Wodeckiemu.

## Życie prywatne
Od 30 czerwca 1971 był żonaty z Krystyną Wodecką. Mieli troje dzieci – Joannę (ur. 1971), Katarzynę (ur. 1973) i Pawła (ur. 1975). Doczekał się pięciorga wnucząt.
Był katolikiem. Określał się jako socjalista. Znany był z hojności, czasem grał charytatywne koncerty. Był zaangażowany w sprawy społeczne, m.in. w 2014 poparł akcję Kampanii Przeciw Homofobii „Ramię w ramię po równość” i wziął udział w kampanii antysmogowej. Od momentu zabójstwa Andrzeja Zauchy był zadeklarowanym zwolennikiem kary śmierci dla morderców.

## Filmografia

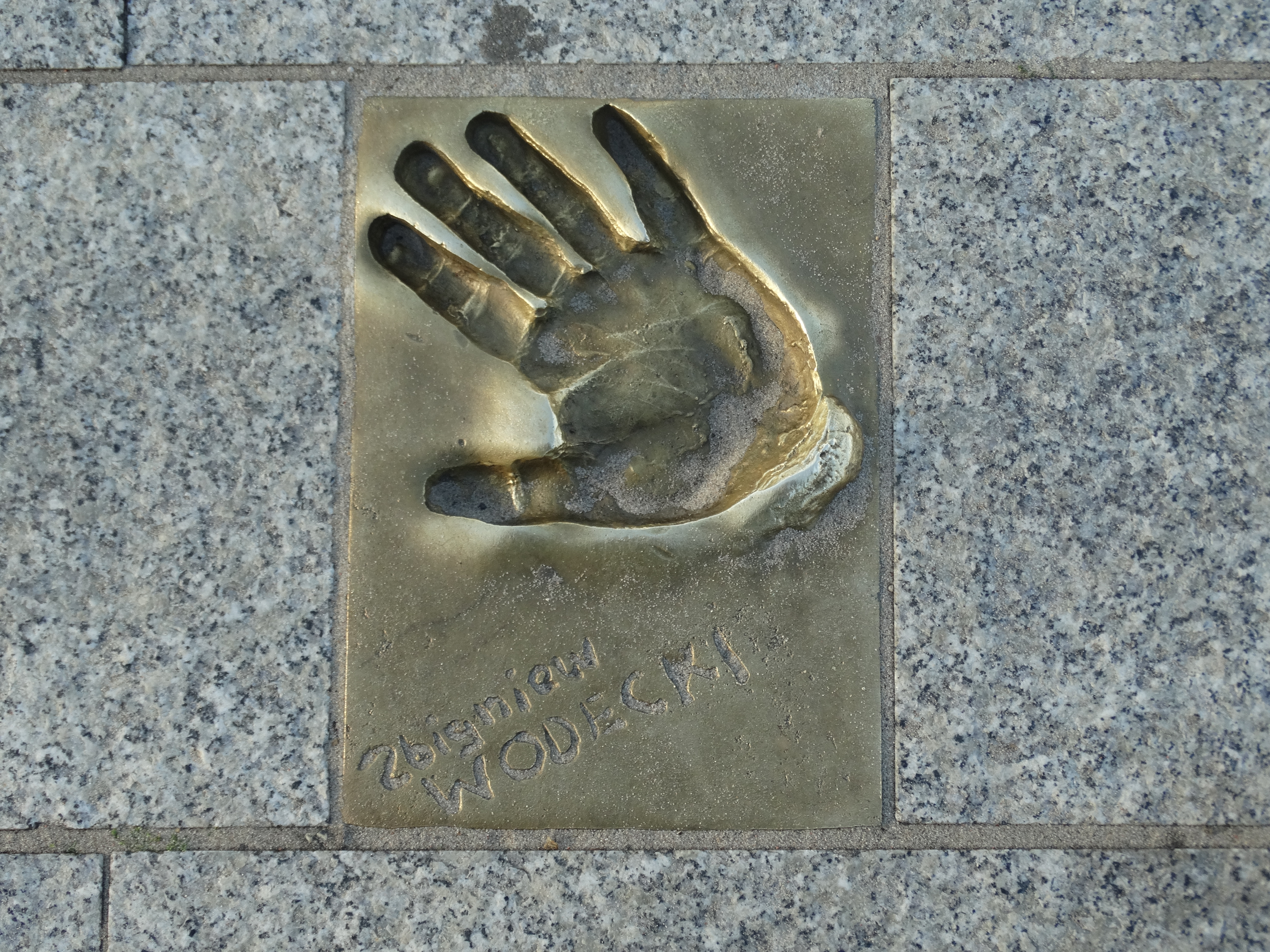
Odcisk dłoni i podpis Zbigniewa Wodeckiego w Alei Gwiazd w Międzyzdrojach

| Tytuł                  | Rok  | Rola                               | Uwagi                                 | Źródło  |
| ---------------------- | ---- | ---------------------------------- | ------------------------------------- | ------- |
| Ceremonia pogrzebowa   | 1984 | skrzypek                           | film fabularny                        | [ 221 ] |
| Klan                   | 2002 | ksiądz                             | serial telewizyjny, odcinek specjalny | [ 221 ] |
| Król przedmieścia      | 2002 | prowadzący program Droga do gwiazd | serial telewizyjny, odc. 10           | [ 221 ] |
| Miodowe lata           | 2002 | on sam                             | serial telewizyjny, odc. 108          | [ 221 ] |
| W11 – Wydział Śledczy  | 2005 | on sam                             | serial telewizyjny, odc. 136          | [ 221 ] |
| U fryzjera             | 2006 | on sam                             | serial telewizyjny, odc. 13           | [ 221 ] |
| Jan z drzewa           | 2008 | on sam                             | film fabularny                        | [ 221 ] |
| 39 i pół               | 2009 | on sam                             | serial telewizyjny, odc. 30           | [ 221 ] |
| Disco robaczki         | 2010 | Edward Czerw                       | rola dubbingowana, film animowany     | [ 222 ] |
| Świat według Kiepskich | 2016 | on sam                             | serial telewizyjny, odc. 493          | [ 223 ] |

## Nagrody i wyróżnienia
| Rok  | Kategoria                          | Tytułem                            | Nagroda                                           | Nota | Źródło  |
| ---- | ---------------------------------- | ---------------------------------- | ------------------------------------------------- | ---- | ------- |
| 1972 | Debiut                             | Zbigniew Wodecki z zespołem Ikersi | X Krajowy Festiwal Piosenki Polskiej w Opolu      | Laur | [ 34 ]  |
| 1978 | Nagroda dziennikarzy               | Zbigniew Wodecki                   | 18. Międzynarodowy Festiwal Piosenki Sopot        | Laur | [ 43 ]  |
| 1979 | Nagroda w konkursie Premiery       | „Wspomnienie tych dni”             | XVII Krajowy Festiwal Piosenki Polskiej w Opolu   | Laur | [ 47 ]  |
| 1991 | Nagroda prezydenta Opola           | Zbigniew Wodecki                   | XXVIII Krajowy Festiwal Piosenki Polskiej w Opolu | Laur | [ 55 ]  |
| 1991 | Nagroda specjalna Polskich Nagrań  | Zbigniew Wodecki                   | XXVIII Krajowy Festiwal Piosenki Polskiej w Opolu | Laur | [ 55 ]  |
| 1991 | Nagroda w konkursie Premiery       | „Sobą być”                         | XXVIII Krajowy Festiwal Piosenki Polskiej w Opolu | Laur | [ 55 ]  |
| 1994 | n.d.                               | Zbigniew Wodecki                   | Nagroda Artystyczna Polskiej Estrady „Prometeusz” | Laur | [ 224 ] |
| 2007 | n.d.                               | Zbigniew Wodecki                   | Nagroda Artystyczna Polskiej Estrady „Prometeusz” | Laur | [ 225 ] |
| 2015 | Muzyka rozrywkowa – wydarzenie     | Zbigniew Wodecki, Mitch & Mitch    | Nagroda Muzyczna Programu Trzeciego – „Mateusz”   | Laur | [ 226 ] |
| 2016 | Album roku pop                     | 1976: A Space Odyssey              | Fryderyki 2016                                    | Laur | [ 117 ] |
| 2016 | Utwór roku                         | „Rzuć to wszystko co złe”          | Fryderyki 2016                                    | Laur | [ 117 ] |
| 2018 | Złoty Fryderyk – Muzyka rozrywkowa | Zbigniew Wodecki                   | Fryderyki 2018                                    | Laur | [ 175 ] |

## Odznaczenia
| Rok  | Odznaczenie                                            | Tytułem                                                                                         | Źródło  |
| ---- | ------------------------------------------------------ | ----------------------------------------------------------------------------------------------- | ------- |
| 1979 | Odznaka „Zasłużony Działacz Kultury”                   | n.d.                                                                                            | [ 227 ] |
| 2011 | Srebrny Medal „Zasłużony Kulturze Gloria Artis”        | n.d.                                                                                            | [ 228 ] |
| 2011 | Odznaka „Honoris Gratia”                               | W uznaniu zasług dla Krakowa i jego mieszkańców                                                 | [ 229 ] |
| 2017 | „Labor Omnia Vincit”                                   | Za wkład w rozwój polskiej muzyki rozrywkowej                                                   | [ 230 ] |
| 2017 | Krzyż Oficerski Orderu Odrodzenia Polski (pośmiertnie) | Za wybitne zasługi dla rozwoju polskiej kultury, za osiągnięcia w pracy artystycznej i twórczej | [ 172 ] |

## Filatelistyka
Poczta Polska wyemitowała 6 maja 2022 r. znaczek pocztowy upamiętniający Zbigniewa Wodeckiego, o nominale 4,50 zł. Wydrukowano 168 000 sztuk, techniką offsetową, na papierze fluorescencyjnym. Autorem projektu znaczka była Agnieszka Sancewicz.